# Matrimonio romano

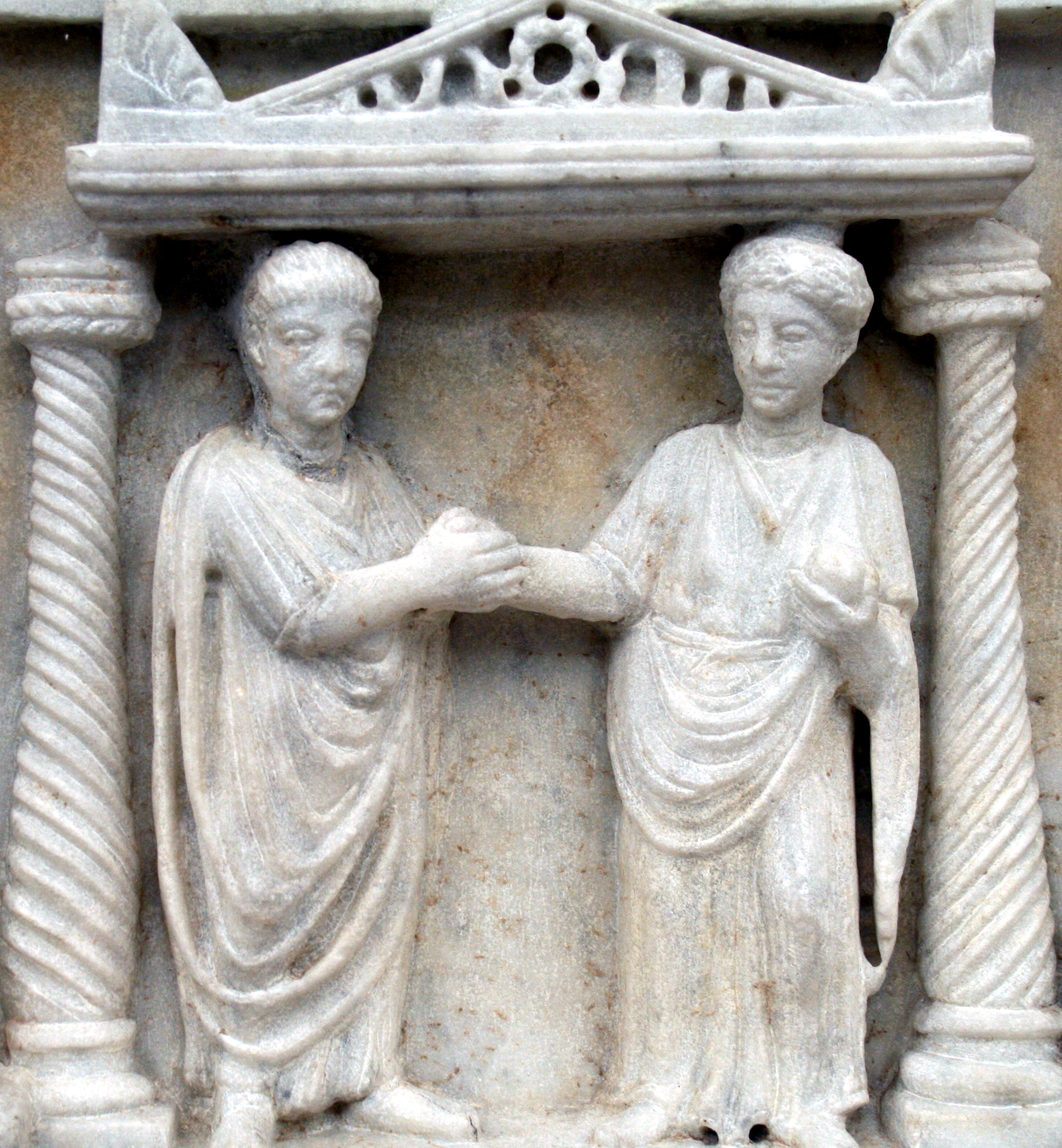
Il marito raccoglie nelle sue mani la mano della moglie (dextrarum iunctio). Museo delle Terme di Diocleziano, Roma.

Il matrimonio romano (matrimonium), come implica la stessa radice mater- della locuzione, ha la precipua finalità di liberorum creandorum causa, una necessità ben espressa dal censore Quinto Cecilio Metello Macedonico nel 131 a.C. in un'orazione conservata da Aulo Gellio e che fu letta da Augusto in occasione della presentazione delle sue leggi per l'incremento delle nascite:
Per questa primaria finalità genetica il matrimonio romano si differenzia dal matrimonio moderno per essere una situazione di fatto, da cui l'ordinamento fa discendere effetti giuridici sia in positivo che in negativo a seconda che si tratti di matrimonium iustum (legittimo) o iniustum (illegittimo). In quanto stato di fatto il vincolo matrimoniale si può fare cessare ad libitum.

## Il "ius connubii"

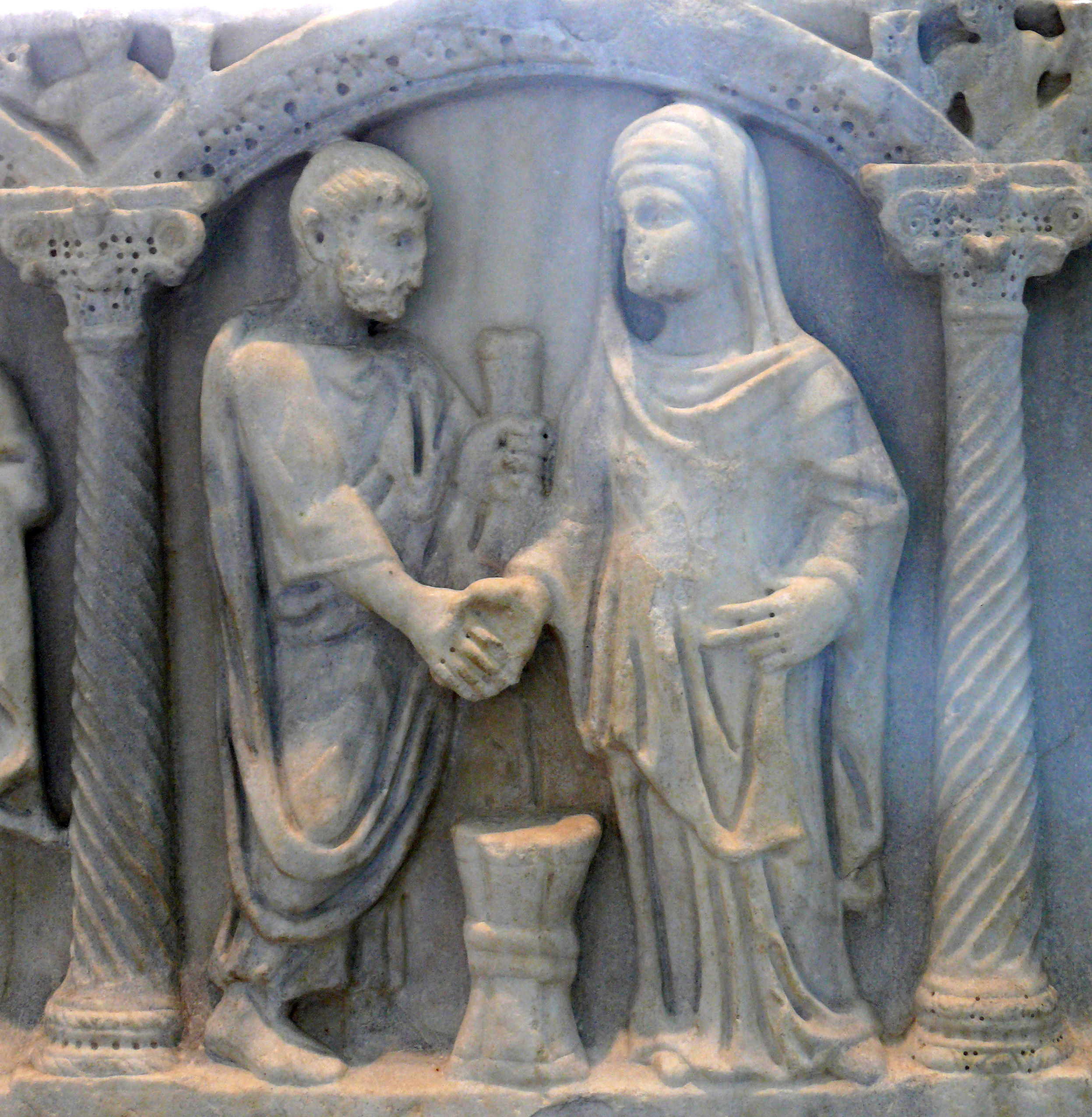
Sarcofago del IV secolo raffigurante una coppia romana che unisce le mani; la cintura della sposa mostra il nodo che il marito "legato e avvinto" a lei dovrà sciogliere nel letto nuziale

Nel diritto romano, per due individui puberi di diverso sesso, ossia pubes l'uomo e viripotens la donna, oltre alla volontà di costituire un rapporto coniugale e al possesso della capacità naturale è indispensabile perché si possa avere un matrimonio legittimo il possesso reciproco del conubium, cioè di quello stato giuridico personale che l'ordinamento richiede perché si possa parlare di iustae nuptiae, dalle quali fa derivare effetti diversi di quelli del matrimonio non legittimo.
Il connubio è una capacità matrimoniale specifica che non tutti gli individui hanno. Negli ordinamenti moderni tutti indistintamente i cittadini, in assenza di eventuali impedimenti, capaci di esprimere una valida volontà matrimoniale e che hanno una determinata età possono porre in essere il negozio giuridico del matrimonio.
Nell'ordinamento romano, che non conosce il concetto di uguaglianza universale degli uomini di fronte alla legge, solo i cittadini che possiedono la capacità matrimoniale dipendente dal proprio status giuridico possono porre in essere un iustum matrimonium: questa capacità è il conubium.
Laddove oggi si parla di assenza di impedimenti e quindi in senso negativo, i romani parlavano di possesso del conubium, in senso positivo.
In via esemplificativa, lo status di schiavo, l'appartenenza a diversi ordini sociali, determinati rapporti di parentela o agnatizi escludevano il possesso del connubio ovvero della capacità matrimoniale:
L'assenza del conubium rendeva le nuptiae non iustae:
e i generati da esse seguivano lo status della madre anziché del padre
Il "ius connubii" più gravido di conseguenze nella società romana fu quello che nel V secolo a.C. concedeva il diritto di contrarre matrimonio tra le diverse classi sociali.
Questo ius connubii risale all'emanazione della Lex Canuleia (in latino Lex Canuleia de conubio patrum et plebis) proposta dal tribuno Gaio Canuleio nel 445 a.C. con la quale venne abolito il divieto di nozze tra patrizi e plebei, risalente alle tradizioni dell'epoca arcaica di Roma e codificato dalle Leggi delle XII tavole da pochi anni (450 a.C.) entrate in vigore.

### La "Lex Canuleia"
In epoca regia e nella legislazione delle XII tavole i patrizi e i plebei costituivano due gruppi rigidamente divisi, con accesso alle magistrature, come il consolato riservate ai patrizi, riti religiosi distinti e divieto di contrarre matrimoni tra gli appartenenti alle due classi.
Tito Livio nel Libro IV di Ab Urbe condita libri espone le ragioni "genetiche" addotte dai patrizi:
Motivazioni che vengono contestate da Canuleio nel suo discorso:
Una gens come i Claudii, proveniente dalla nemica Sabina, era stata accolta a Roma, aveva ricevuto terre in dotazione, era stata annoverata come patrizia. Canuleio si domandava retoricamente: se uno straniero poteva diventare patrizio e quindi console, un civis romanus non poteva diventarlo solo perché plebeo?
La Repubblica romana, infatti, era maestra nel legare con vincoli matrimoniali (e quindi economici) le varie famiglie delle classi superiori dei popoli vicini che in tempi più o meno lontani erano stati necessariamente nemici. La rete di alleanze matrimoniali iniziate in tempo tanto remoti, permise a Roma la sopravvivenza durante le guerre Sannitiche e soprattutto durante l'invasione di Annibale e la Seconda guerra punica.
Alla fine i patrizi concessero la presentazione della legge, convinti che i tribuni, gratificati, non avrebbero presentato la parallela legge per la concessione del consolato ai plebei e che avrebbero accettato la leva militare contro i nemici esterni.
La legge Canuleia fu sottoposta votazione e, come ci ricorda Marco Tullio Cicerone:
Sull'onda del parziale successo di Canuleio, i tribuni accentuarono invece la pressione fino a giungere a un compromesso: i plebei avrebbero potuto essere eletti alla carica di Tribuni consolari, una figura politica simile al consolato come potere ma formalmente diversa.

## Le"nuptiae"sine manu
Negli ordinamenti moderni il matrimonio si forma solo con il compimento di determinati atti e secondo forme ben individuate e dettagliate che assumono, ai fini della validità del matrimonio stesso, dignità di sostanza. Si tratta, in effetti, di un negozio giuridico in cui la volontà delle parti, diretta alla formazione del rapporto coniugale, è espressa nelle forme specifiche stabilite dagli ordinamenti giuridici relativi che ne disciplinano gli effetti.
Il matrimonio in quanto negozio giuridico sottostà, quindi, oltre che alle disposizioni specifiche previste per esso anche alle altre relative al negozio giuridico in generale. Si può arrivare, pertanto, alla nullità o annullabilità del matrimonio quando gli atti indicati come essenziali per la sua formazione presentano dei vizi, anche di forma, tali da inficiare il negozio giuridico che ne è la base.
Nell'ordinamento romano il matrimonio è
La sussistenza di questi elementi, tuttavia, non basta perché si abbiano iustae nuptiae, vi deve essere concretamente il fatto materiale della convivenza che inizia con la deductio in domum mariti della donna nella casa del marito. La deductio non è una formalità costitutiva del matrimonio bensì la prova materiale della esistenza del suo inizio, ancorché accompagnata da cerimonie e feste a seconda dello stato socioeconomico degli sposi.
Perché esista realmente il matrimonio è necessaria poi non una manifestazione iniziale di volontà ma il continuo esercizio della volontà di condurre il matrimonio: la cosiddetta affectio maritalis senza la quale l'unione dei due soggetti era considerata concubinato.

## Matrimoniocum manu

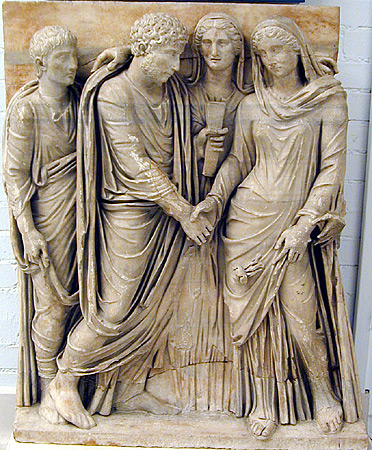
Matrimonio fra due cittadini romani. Sarcofago nel Museo di Capodimonte

Quello di cui si è parlato fino ad ora è una forma di matrimonio detta sine manu, ossia priva del potere di manus del marito sulla moglie. Questo tipo di matrimonio non concedeva al marito alcun tipo di potere sulla donna, che restava legata alla propria famiglia di origine e, quindi, non poteva avere nessuna aspettativa ereditaria dalla famiglia del marito.
Il marito poteva acquisire la manus sulla moglie a seguito della celebrazione di particolari cerimonie nuziali (la confarreatio o la coemptio) o comunque se sussistevano determinate condizioni (questo è il caso dell'usus). I poteri della manus arrivavano a comprendere il diritto di uccidere la propria moglie, come stabilito da una legge attribuita a Romolo, nel caso in cui avesse commesso adulterio o avesse bevuto vino.

### Confarreatio
Tra i riti nuziali con i quali il marito acquisiva la manus, la confarreatio, così chiamata perché gli sposi facevano offerta di una focaccia di farro a Giove Capitolino, è sicuramente il più antico, che la tradizione faceva risalire a Romolo. Questo rito era riservato soltanto alle classi sociali più elevate e richiedeva la presenza del Pontifex Maximus e del Flamen Dialis. Per questi motivi la confarreatio entrò presto in disuso, sostituita da altri rituali più pratici come la coemptio.

### Coemptio
La coemptio altro non era se non un adattamento della mancipatio, il negozio anticamente usato per l'acquisto delle cose di maggior valore (res mancipi). In origine, si trattava, in effetti, di una forma di celebrazione del matrimonio per compera, come la stessa etimologia del termine sembra rivelare (coemptio deriva da cum, "con" ed emptio, "acquisto, compera"). Il padre plebeo metteva in atto una vendita fittizia della figlia, così emancipandola, al marito. La coemptio era quindi accessibile anche ai plebei, ai quali la confarreatio era invece preclusa. Tuttavia, quando la confarreatio cadde in disuso, la coemptio venne spesso usata anche dai patrizi.

### Usus
L'usus era una forma di matrimonio per usucapione. Si basava su un versetto delle XII tavole, che stabiliva che le cose mobili potessero essere usucapite dopo un anno. Così, dopo un anno di convivenza, il marito "usucapiva" la manus sulla moglie. La coabitazione ininterrotta di un anno ad esempio di un plebeo con una patrizia era considerata un matrimonio legale.
Nei casi in cui si volesse contrarre matrimonio senza acquisire la manus, si ricorreva all'istituto della trinoctis usurpatio (o semplicemente trinoctium). La donna si allontanava ogni anno per tre notti dalla casa coniugale prima che scadesse il termine dell'usus così da impedire che l'usucapione si compisse.
Nel II secolo d.C. nessuna di queste tre forme era sopravvissuta. Il primo a scomparire fu l'usus molto probabilmente abolito da Augusto. L'ultimo esempio di matrimonio secondo l'uso della coemptio risale all'epoca del secondo triumvirato (43 a.C.). La confarreatio era così caduta in disuso che al tempo di Tiberio risultavano solo tre patrizi nati da un matrimonio di questa forma.
Quelle antiche forme di matrimonio al tempo di Gaio
erano ormai argomento delle dissertazioni dei giureconsulti mentre ormai si era consolidato un rito matrimoniale che nelle sue caratteristiche esteriori, ma anche nello spirito, era molto simile al nostro.

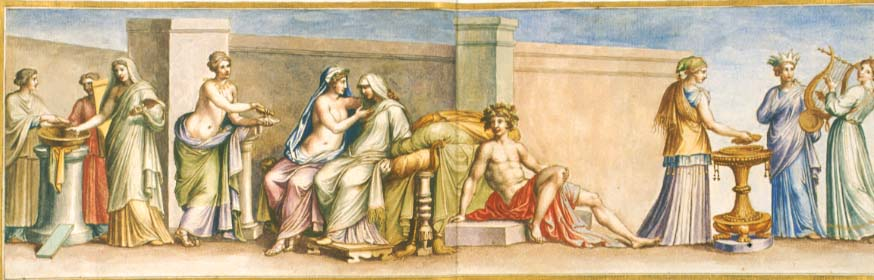
"Nozze Aldobrandini" (Musei Vaticani). Affresco romano del I secolo a.C.

## Il fidanzamento

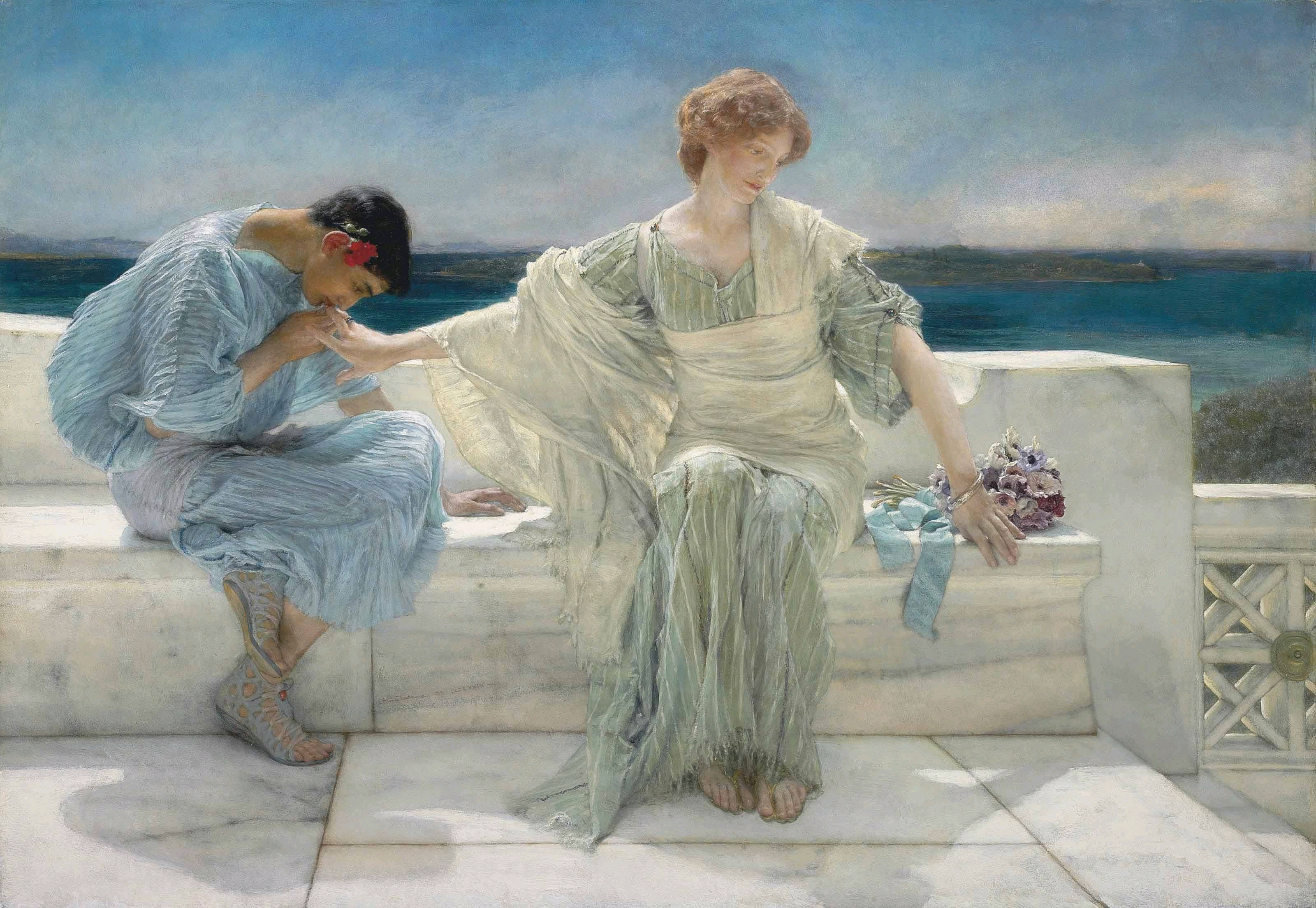
Corteggiamento tra due innamorati in epoca romana, da un dipinto di Lawrence Alma-Tadema (1906).

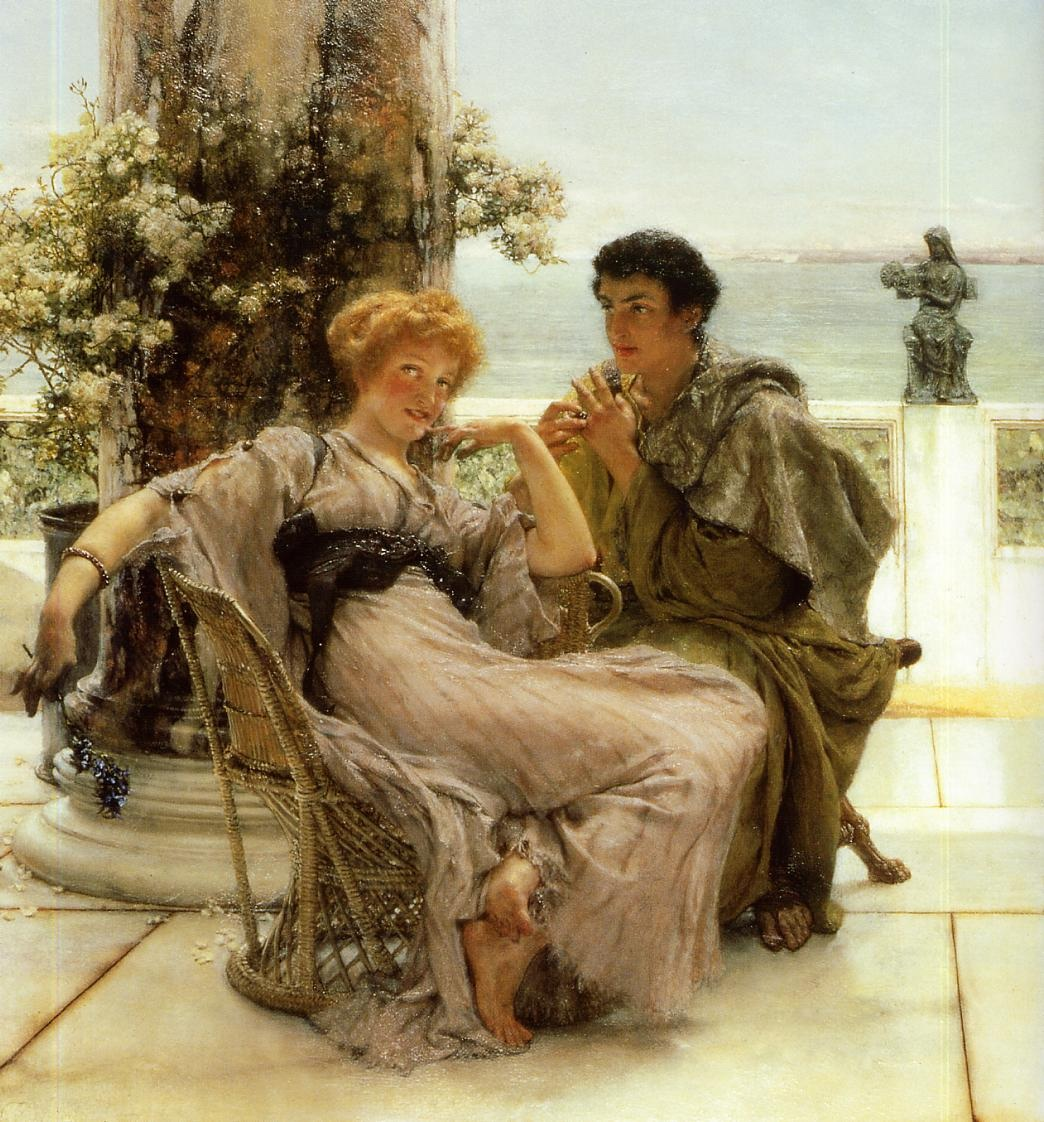
Proposta di matrimonio tra due innamorati in epoca romana, da un dipinto di Lawrence Alma-Tadema (1892).

Questo matrimonio da cui probabilmente deriva il nostro era preceduto dal fidanzamento, che non imponeva particolari obblighi ma era così diffuso che Plinio il Giovane si lamenta del fatto che i Romani, invece di dedicarsi a cose più costruttive, perdano tempo a celebrare questa cerimonia che consisteva in un impegno reciproco che i fidanzati si assumevano di fronte ai rispettivi padri, con la funzione di testimoni, e a un certo numero di parenti ed amici, interessati più che altro alla partecipazione al banchetto che chiudeva la festa.
Il fidanzato durante la celebrazione dava alla promessa sposa regali più o meno costosi e un anello, sopravvivenza forse dei pegni scambiati nell'uso della coemptio. L'anello di ferro rivestito d'oro o interamente d'oro veniva infilato durante la cerimonia all'anulare o come dice Giovenale «nel dito vicino al mignolo della mano sinistra»
Perché proprio l'anulare (anularius) lo spiega Aulo Gellio: «Quando si apre il corpo umano, come fanno gli Egiziani, e si operano le dissezioni, ἁνατομαί, per parlare come i Greci, si trova un nervo molto sottile, che parte dall'anulare e arriva al cuore. Si ritiene opportuno dare l'onore di portare l'anello a questo dito piuttosto che ad altri, per la stretta connessione, per quel certo legame che lo unisce all'organo principale». Aulo Gellio evidentemente voleva stabilire quasi un legame fisico che si connetteva a quello spirituale dando in questo modo quasi valore scientifico a un vincolo affettivo ed evidenziare anche la serietà con cui veniva considerato un atto pubblico, premessa del vincolo giuridico del matrimonio.

## La cerimonia del matrimonio
La cerimonia degli sponsali è stata minutamente descritta da vari autori romani: il giorno stabilito, la fidanzata, che la sera prima aveva raccolto i capelli in una reticella rossa, indossava una tunica senza orli (tunica recta), fissata con una cintura di lana con un nodo doppio (cingulum herculeum), e un mantello (palla) color zafferano, ai piedi sandali dello stesso colore, al collo una collana di metallo e sulla testa un'acconciatura, come quella delle Vestali, formata da sei cercini posticci separati da piccole fasce (seni crines), avvolta in un velo color arancio fiammeggiante (flammeum) che copre la parte superiore del viso; sul velo una corona intrecciata di maggiorana e verbena, al tempo di Cesare e d'Augusto, più tardi di mirto e fiori d'arancio.
Quando ha finito di vestirsi la fidanzata riceve il fidanzato, la famiglia e gli amici di lui: tutti assieme poi sacrificano agli dei nell'atrium della casa o presso un tempio vicino. Quando il sacrificio della pecora o di un bue, più frequentemente di un maiale è stato compiuto, l'auspex e i testimoni, solitamente una decina, pongono il loro sigillo sull'atto di matrimonio che però può anche mancare. L'auspex, che non è un sacerdote né un funzionario, esamina le interiora per vedere se gli dei gradiscano quanto è stato celebrato: se così non fosse il matrimonio sarebbe annullato. L'auspex dunque in un religioso silenzio annunzia il favore degli dei e gli sposi pronunciano una formula che nella concisione romana esprime meglio di mille parole lo spirito della unione matrimoniale: Ubi tu Gaius, ego Gaia.
A questo punto la cerimonia è conclusa e gli invitati e i parenti festeggiano gli sposi innalzando grida augurali: feliciter («La felicità sia con voi!») o Talasius e si dà inizio al banchetto nuziale che dura sino al tramonto. Quindi la sposa viene condotta a casa dello sposo con una processione aperta da suonatori di flauto e cinque tedofori mentre si levano canzoni licenziose e gioiose. Durante il cammino la sposa lancia ai ragazzini accorsi delle noci come quelle con cui giocava da bambina. Alla testa del corteo sono tre amici dello sposo, uno il pronubus, porta una torcia intrecciata di biancospini, e gli altri due prendono la sposa e senza farle toccare i piedi in terra la sollevano al di là della soglia della casa ornata con paramenti bianchi e verdi fronde.
Tre amiche della novella sposa entrano anche loro in casa, una porta la conocchia, un'altra il fuso, chiari simboli di quelle che saranno le sue attività casalinghe, mentre la terza, la più importante, accompagna la sposa al letto nuziale dov'è il marito che le toglie il mantello e le scioglie il triplice nodo della cintura che ferma la tunica mentre tutti gli invitati discretamente se ne vanno.

### Somiglianze con il rito cristiano
Appare evidente come la Chiesa cristiana abbia conservato, tolto il rito cruento del sacrificio, gran parte della cerimonia pagana compresa la stessa funzione dell'aruspex: anche il sacerdote cristiano infatti è semplice testimone del rito dove i due attori e celebranti sono gli stessi sposi.
Allo stesso modo avveniva nel matrimonio romano che si attuava nel momento in cui era manifesto il consenso della divinità testimoniato dall'aruspex: la parte essenziale del rito era la dichiarazione con cui Gaio e Gaia si legavano, tutto il resto erano formalità che già scompaiono alla fine della repubblica quando Catone Uticense si rimaritò con Marcia eliminando ogni orpello formale e unendosi alla sola presenza dell'aruspex. A questa severità ed insieme nobiltà del matrimonio dovettero influire anche le convinzioni filosofiche stoiche degli sposi ma ormai il diritto romano ha assunto una forma moderna molto diversa da quella delle origini.
Altra similitudine consiste nel fatto che la sposa indossava un abito bianco, portando in testa un rocchetto bianco candido abbinato ad un colore porpora.

### L'emancipazione della donna
Per gli antichi la donna era considerata una creatura per natura irresponsabile da tenere continuamente sotto tutela
Nel matrimonio cum manu essa si liberava dalla soggezione dei parenti per cadere sotto quella del marito, in quello sine manu restava sottoposta al tutore "legittimo", designato dalla legge, scelto tra i suoi agnati, alla morte dell'ultimo ascendente in linea diretta; così sino a quando, scomparsa la prima forma di matrimonio, anche in quella sine manu sopravvissuta la tutela legittima venne del tutto trascurata. Bastava infatti che una donna prendesse a pretesto una disattenzione del tutore legittimo che il pretore compiacente ne indicasse un altro più gradito.
Quando poi s'instaurò il programma demografico di Augusto, con una normativa della legislazione sociale (Ius trium liberorum, "diritto dei tre figli") che puntava a rendere più numerose le famiglie, ogni donna che avesse già avuto tre figli veniva esentata dalla tutela e veniva revocato d'ufficio il tutore che avesse contrastato la volontà nuziale della pupilla o non avesse versato la sua dote.
Al tempo di Adriano questo processo di liberazione giuridica della donna prevede che essa non abbia più bisogno del tutore per redigere il suo testamento e i padri hanno perso ogni capacità d'imporre alle figlie il matrimonio o di contrastare la loro volontà di sposarsi perché, come dice il giureconsulto Salvio Giuliano, nel matrimonio conta il libero consenso della donna e non la costrizione: «nuptiae consensu contrahentium fiunt; nuptis filiam familias consentire oportet».